# Liste de peintures de Jean-Baptiste Camille Corot
Cette page expose dans une liste non exhaustive les tableaux du peintre Jean-Baptiste Camille Corot (1796-1875).

## Formation etGrand Tour
| Tableau | Titre                                                                          | Date                        | Dimensions                                         | Lieu d'exposition                                  | Référence         |
| ------- | ------------------------------------------------------------------------------ | --------------------------- | -------------------------------------------------- | -------------------------------------------------- | ----------------- |
|         | Portail rustique                                                               | 1822                        | 24 × 32 cm Huile sur papier marouflé sur toile     | Ca'Pesaro, Venise                                  | Musées de Venise  |
|         | Le Petit Chaville                                                              | 1823 vers                   | 25 × 34 cm Huile sur papier marouflé sur toile     | Ashmolean Museum, Oxford                           | Musée             |
|         | Autoportrait, Corot à son chevalet                                             | 1825                        | 42,5 × 32,5 cm huile sur papier marouflé sur toile | Musée du Louvre, Paris                             | Base Joconde      |
|         | Le Colisée, vu à travers les arcades de la Basilique de Constantin             | 1825                        | 23,2 × 34,8 cm huile sur toile                     | Musée du Louvre, Paris                             | Base Joconde      |
|         | Entrée du bois à Ville-d'Avray                                                 | 1825, vers                  | 46 × 35 cm                                         | National Gallery of Scotland, Édimbourg            | Musée             |
|         | Jeune italien assis                                                            | 1825-1827                   | 23 × 29 cm                                         | Musée des beaux-arts de Reims                      | Musée             |
|         | La Promenade de Poussin, campagne de Rome                                      | 1825-1828                   | 33 × 51 cm huile sur papier marouflé sur toile     | Musée du Louvre, Paris                             | Base Joconde      |
|         | Vue du château Saint-Ange                                                      | 1825-1828                   | 41 × 74 cm                                         | Musée national des Arts décoratifs de Buenos Aires | [réf. nécessaire] |
|         | La Trinité-des-Monts                                                           | 1826-1828                   | 45 × 74 cm huile sur toile                         | Musée du Louvre, Paris                             | Base Joconde      |
|         | La Vasque de la villa Médicis                                                  | 1825-1828                   | 18 × 29 cm huile sur toile                         | Musée des beaux-arts de Reims                      | Musée             |
|         | L'Île et le pont de San Bartolomeo, Rome                                       | 1825-1828                   | 27 × 43 cm huile sur papier marouflé sur toile     | National Gallery of Art, Washington                | Musée             |
|         | Île de San Bartolomeo                                                          | 1826-1828                   | 27 × 43 cm                                         | Collection particulière                            | [réf. nécessaire] |
|         | Vue sur l'Adriatique                                                           | 1825-1829                   |                                                    | La Boverie, Liège                                  | Musées de Liège   |
|         | Vue de Rocca di Papa, le matin                                                 | 1826                        |                                                    | La Boverie, Liège                                  | Musées de Liège   |
|         | Vue depuis les jardins Farnèse, Rome                                           | 1826                        | 24 × 40 cm huile sur papier marouflé sur toile     | The Phillips Collection, Washington                | Musée             |
|         | Le Forum vu des jardins Farnèse                                                | 1826                        | 28 × 150 cm huile sur papier marouflé sur toile    | Musée du Louvre, Paris                             | Base Joconde      |
|         | Le Colisée vu des jardins Farnèse                                              | 1826                        | 30,5 × 48 cm huile sur papier marouflé sur toile   | Musée du Louvre, Paris                             | Base Joconde      |
|         | Papigno, rives escarpées et boisées                                            | 1826                        | 26 × 39 cm huile sur papier marouflé sur toile     | Musée d'art et d'archéologie de Valence            | Musée             |
|         | Chute d'eau à Terni                                                            | 1826                        | 27 × 31 cm huile sur papier marouflé sur toile     | Metropolitan Museum of Art, New York               | Musée             |
|         | Castel Gandolfo                                                                | 1826, vers                  | 36,3 × 28,3 cm                                     | Musée des beaux-arts de Budapest                   | [réf. nécessaire] |
|         | Vue de Rome : le pont et le château Saint-Ange avec la coupole de Saint-Pierre | 1826-1827                   | 27 × 43 cm                                         | Musée de la légion d'Honneur, San Francisco        | Musée             |
|         | Le Pont de Narni                                                               | 1826                        | 34 × 48 cm huile sur toile marouflé sur papier     | Musée du Louvre, Paris                             | Base Joconde      |
|         | Ariccia avec le Palazzo Chigi                                                  | 1826-1827                   | 23,3 × 35,6 cm huile sur papier marouflé sur bois  | Musée Langmatt, Baden                              | Musée             |
|         | Le Pont à Narni                                                                | 1827                        | 68 × 97 cm huile sur toile                         | Musée des beaux-arts du Canada                     | Musée             |
|         | Italienne appuyée sur sa cruche                                                | 1826-1828                   | 30 × 23 cm huile sur papier marouflé sur toile     | Collection particulière                            | Gallica et Artnet |
|         | Le château Saint-Ange et le Tibre, Rome                                        | 1826-1828                   | 26 × 46 cm huile sur toile                         | Musée du Louvre, Paris                             | Base Joconde      |
|         | Femme avec mandoline                                                           | 1826-1828                   | 34 × 26 cm                                         | Collection particulière                            | [réf. nécessaire] |
|         | Femme italienne                                                                | 1826-1828                   | 33,4 × 21,3 cm huile sur toile                     | Musée Artizon, Tokyo                               | Musée             |
|         | Les Roches rouges de Civita Castellana                                         | 1827 vers                   | 36 × 51 cm huile sur papier marouflé sur toile     | Nationalmuseum, Stockholm                          | Musée             |
|         | Vue d'Olevano                                                                  | 1827                        | 27,6 × 45,4 cm huile sur papier marouflé sur toile | Kimbell Art Museum, Fort Worth                     | Musée             |
|         | Campagne Romaine – Vallée rocheuse avec un troupeau                            | 1827-1828, retravaillé 1843 | 28 × 45 cm huile sur toile                         | Matthiesen Gallery, Londres vente 2002             | Galerie           |
|         | Rochers à Amalfi                                                               | 1828                        | 39 × 57 cm huile sur toile                         | Musée de l'Ermitage, Saint-Pétersbourg             | Trésors Retrouvés |
|         | Ischia, vue prise des pentes du Mont Epomeo                                    | 1828                        | 26 × 40 cm huile sur toile                         | Musée du Louvre, Paris                             | Base Joconde      |

## Début de carrière
| Tableau | Titre                                                           | Date                             | Dimensions                                          | Lieu d'exposition                                                                                              | Références                |
| ------- | --------------------------------------------------------------- | -------------------------------- | --------------------------------------------------- | --- | ------------------------- |
|         | La Cathédrale de Chartres                                       | 1830                             | 64 × 51 cm huile sur toile                          | Musée du Louvre, Paris                                                                                         | Base joconde              |
|         | Le Havre. La Mer vue du haut des falaises                       | 1833 vers                        | 23 × 40 cm huile sur toile                          | Musée du Louvre, Paris                                                                                         | Base Joconde              |
|         | Honfleur                                                        | 1830                             | 30 × 43 cm huile sur toile                          | Rhode Island School of Design, Providence                                                                      | Musée                     |
|         | Bûcheronnes dans une prairie au bord des bois. Ville-d'Avray    | 1830-1835                        | 30 × 38 cm                                          | Localisation inconnue                                                                                          | [réf. nécessaire]         |
|         | Honfleur. Calvaire                                              | 1830, vers                       | 30 × 41 cm huile sur tbois                          | Metropolitan Museum of Art, New York                                                                           | Musée                     |
|         | Forêt de Fontainebleau (Le Chêne)                               | 1830, vers                       | 48 × 59 cm                                          | Collection particulière                                                                                        | [réf. nécessaire]         |
|         | Maisons aux environs d'Orléans                                  | 1830, vers                       | 28,6 × 38,69 cm huile sur papier marouflé sur toile | Getty Center, Los Angeles                                                                                      | Musée                     |
|         | Paysanne en forêt de Fontainebleau                              | 1830-1832                        | 43 × 55 cm huile sur carton marouflé sur toile      | Musée d'art et d'archéologie de Senlis                                                                         | Musée                     |
|         | Ruines du Château de Pierrefonds                                | 1830-1835, retravaillé 1866-1867 | 74,5 × 106,4 cm                                     | Musée d'art de Cincinnati                                                                                      | [réf. nécessaire]         |
|         | Fontainebleau – Aux gorges d'Apremont                           | 1830 vers                        | 32 × 44 cm                                          | Collection privée Vente mars 2010                                                                              | Catalogue Koller          |
|         | Petite fille avec une poupée                                    | 1830-1834                        | 27,3 × 21,4 cm                                      | Collection particulière Vente 2012                                                                             | Catalogue Sotheby's       |
|         | Trouville, bateau échoué, dit Bateau de Pêche à marée basse     | 1830-1840                        | 21 × 26 cm huile sur toile                          | Musée du Louvre, Paris                                                                                         | Base Joconde              |
|         | La Carrière de Chaise-Marie à Fontainebleau                     | 1831                             | 34 × 59 cm huile sur toile                          | Musée des beaux-arts de Gand                                                                                   | Musée                     |
|         | Chaumières et moulins au bord d'un torrent (Morvan ou Auvergne) | 1831                             | 53 × 63 cm                                          | Collection privée Vente 2004                                                                                   | Catalogue Sotheby's.      |
|         | Louise Harduin                                                  | 1831                             | 55 × 46 cm                                          | Clark Art Institute, Williamstone                                                                              | Musée                     |
|         | Portrait de Marie-Louise Laure Sennegon                         | 1831                             | 28 × 21 cm huile sur toile                          | Musée du Louvre, Paris                                                                                         | Base Joconde              |
|         | Fontainebleau – Chênes noirs du Bas-Préau                       | 1832-1833                        | 40 × 49 cm huile sur papier marouflé sur bois       | Metropolitan Museum, New York                                                                                  | Musée                     |
|         | Portrait d'Octavie Sennegon                                     | 1833                             | 35 × 29,5 cm                                        | Collection Georges Renand                                                                                      | [réf. nécessaire]         |
|         | Soissons vu de la fabrique de M. Henry                          | 1833                             | 80 × 100 cm                                         | Musée Kröller-Müller, Otterlo                                                                                  | Musée                     |
|         | Soissons – Maison d'habitation et fabrique de M. Henry          | 1833                             | 81,4 × 100,3 cm huile sur toile                     | Philadelphia Museum of Art                                                                                     | Musée                     |
|         | Toussaint Lemaistre                                             | 1833                             | 38 × 29 cm huile sur toile                          | Metropolitan Museum of Art, New York                                                                           | Musée                     |
|         | Vue générale de la ville de Saint-Lô                            | 1833, vers                       | 46 × 65 cm huile sur toile                          | Musée du Louvre, Paris                                                                                         | Base Joconde              |
|         | Vue de Gênes                                                    | 1834                             | 29,5 × 41,7 cm huile sur papier marouflé sur toile  | Art Institute of Chicago                                                                                       | Musée                     |
|         | Forêt de Fontainebleau                                          | 1834                             | 176,5 × 242,6 cm huile sur toile                    | National Gallery of Art, Washington D.C.                                                                       | Musée                     |
|         | Volterra, le municipe                                           | 1834                             | 70 × 94 cm huile sur toile                          | Musée du Louvre, Paris                                                                                         | Base Joconde              |
|         | Volterra, la citadelle                                          | 1834                             | 47 × 82 cm huile sur toile                          | Musée du Louvre, Paris                                                                                         | Base Joconde              |
|         | Ville et lac de Côme                                            | 1834                             | 29,5 × 42 cm                                        | Collection particulière                                                                                        | [réf. nécessaire]         |
|         | Pont sur la Saône à Mâcon                                       | 1834                             | 25 × 33,6 cm huile sur papier marouflé sur toile    | National Gallery of Art, Washington D.C.                                                                       | Musée                     |
|         | Le Batelier passant derrière les arbres de la rive              | 1834                             | 100 × 82 cm huile sur toile                         | Collection privée Vente 1997                                                                                   | Catalogue Christie's      |
|         | Venise, La Piazzetta                                            | 1834                             | 20 × 34 cm huile sur papier marouflé sur toile      | Musée du Louvre                                                                                                | Base Joconde              |
|         | Le Château Saint-Ange                                           | 1834-1843                        | 27 × 40 cm huile sur papier marouflé sur toile      | Palais des Beaux-Arts de Lille                                                                                 | Musée                     |
|         | Vue de Venise: la Piazzetta vue de la Riva degli Schiavoni      | 1835-1845                        | 47 × 69 cm huile sur toile                          | Norton Simon Museum                                                                                            | Musée                     |
|         | Autoportrait, la palette à la main                              | 1835, vers                       | 30 × 25 cm                                          | Galerie des offices, Florence                                                                                  | Polomuseale               |
|         | Femme assise aux seins nus                                      | 1835, vers                       | 24 × 18,5 cm                                        | Collection Georges Renand                                                                                      | [réf. nécessaire]         |
|         | Agar dans le désert                                             | 1835                             | 180 × 270 cm huile sur toile                        | Metropolitan Museum of Art, New York                                                                           | Musée                     |
|         | Jeune homme à l'épaule nue                                      | 1835, vers                       | 21 × 17 cm huile sur toile                          | Musée d'Art de São Paulo                                                                                       | Musée                     |
|         | Paysage italien                                                 | 1835, vers                       | 63,5 × 101,3 cm                                     | Getty Center, Los Angeles                                                                                      | Musée                     |
|         | Vue de Florence depuis le Jardin de Boboli                      | 1835-1840                        | 51 × 73,5 cm huile sur toile                        | Musée du Louvre, Paris                                                                                         | Base Joconde              |
|         | Ville-d'Avray                                                   | 1835-1840                        | 51,1 × 46,6 cm huile sur toile                      | Artizon Museum, Tokyo                                                                                          | Musée                     |
|         | La Mère de l'artiste Marie Françoise Oberson (1769–1851)        | 1835-1840                        | 41 × 33 cm huile sur toile                          | Galerie nationale d'Écosse                                                                                     | Art UK                    |
|         | Le Moulin à vent sur la côte de Picardie                        | 1835-1840                        | 25 × 39 cm huile sur toile                          | Ordrupgaardsamlingen, Copenhague                                                                               | Beaux-Arts HS             |
|         | Diane et Actéon (ou Diane surprise au bain)                     | 1836                             | 156,5 × 112,7 cm huile sur toile                    | Metropolitan Museum of Art, New York                                                                           | Musée                     |
|         | Avignon vu de l'Ouest                                           | 1836                             | 34 × 73 cm huile sur toile                          | National Gallery, Londres                                                                                      | Musée                     |
|         | Claire Sennegon                                                 | 1837                             | 43 × 35 cm huile sur toile                          | Musée du Louvre, Paris                                                                                         | Base Joconde              |
|         | Vue près de Volterra                                            | 1838                             | 69,9 × 95,5 cm                                      | National Gallery of Art, Washington                                                                            | Musée                     |
|         | Madame Legois                                                   | 1838, vers                       | 53 × 40 cm                                          | Kunsthistorisches Museum, Vienne (Autriche)                                                                    | [réf. nécessaire]         |
|         | Paysage avec lac et passeur                                     | 1839                             | 60,1 × 102,9 cm huile sur toile                     | Getty Center, Los Angeles                                                                                      | Musée                     |
|         | Lac de Genève                                                   | 1839                             | 26 × 35,2 cm huile sur toile                        | Philadelphia Museum of Art                                                                                     | Musée                     |
|         | Fuite en Égypte                                                 | 1840                             | 146,5 × 196 cm huile sur toile                      | Église paroissiale de Saint-Jean-Baptiste, Rosny-sur-Seine, en dépôt au musée de l'Hôtel-Dieu, Mantes-la-Jolie | Fond. Sauvegarde de l'art |
|         | Paysage soleil couchant ou Le Petit Berger                      | 1840                             | 135 × 110 cm huile sur                              | Musée de la Cour d'Or, Metz                                                                                    | Tribune de l'Art          |
|         | Rosny (Yvelines). Le château de la duchesse de Berry            | 1840                             | 24 × 35 cm huile sur toile                          | Musée du Louvre, Paris                                                                                         | Base Joconde              |
|         | Bretonnes à la fontaine, Bourg de Batz                          | 1840, vers                       | 25 × 33 cmhuile sur toile                           | Musée du Louvre, Paris                                                                                         | Musée                     |
|         | Un Moulin à Montmartre                                          | 1840-1845                        | 26 × 34 cm huile sur papier collé sur toile         | Musée d'Art et d'Histoire de Genève                                                                            | Musée                     |
|         | Paysans sous les arbres à l'aube                                | 1840-1845                        | 27 × 39 cm huile sur toile                          | National Gallery, Londres                                                                                      | Musée                     |
|         | Mornex (Haute-Savoie), au fond le Môle                          | 1842 vers                        | 40 × 50 cm huile sur toile                          | Collection privée vente 2012                                                                                   | Catalogue Sotheby's       |
|         | Les Faubourgs d'Igny                                            | 1840-1845, retravaillé 1874      | 34,3 × 54,6 cm                                      | Musée d'art de Cincinnati                                                                                      | Musée                     |
|         | Orléans, vue prise de la fenêtre de la Tour Saint-Paterne       | 1840-1845                        | 28,5 × 42 cm                                        | Musée des beaux-arts de Strasbourg                                                                             | Beaux Arts HS             |
|         | Paysage avec Saules                                             | 1840-1875                        | 40 × 30,5 cm huile sur panneau                      | Rijksmuseum, Amsterdam                                                                                         | Musée                     |
|         | Étang Forestier                                                 | 1840-1875                        | 32 × 52 cm                                          | Rijksmuseum, Amsterdam                                                                                         | Musée                     |
|         | L’Église de Lormes                                              | 1841                             | 34 × 46 cm                                          | Wadsworth Atheneum, Hartford                                                                                   | Musée                     |
|         | Démocrite et les Abdéritains ; paysage                          | 1841 salon                       | 164 × 132 cm                                        | Musée des Beaux-Arts de Nantes                                                                                 | Musée                     |
|         | Montagnes d'Auvergne                                            | 1841-1842                        | 28,6 × 41,3 cm                                      | Brooklyn Museum, New York                                                                                      | Musée                     |
|         | Laurent-Denis Sennegon                                          | 1842                             | 40 × 34 cm                                          | Musée d'Art de São Paulo                                                                                       | Musée                     |
|         | Saint-André-en-Morvan                                           | 1842                             | 31 × 59 cm huile sur toile                          | Musée du Louvre, Paris                                                                                         | Base Joconde              |
|         | Champ de blé dans le Morvan                                     | 1842                             |                                                     | Musée des beaux-arts de Lyon                                                                                   | Musée                     |
|         | Le Quai des Pâquis à Genève                                     | 1842 vers                        | 34 × 46 cm                                          | Musée d'art et d'histoire de Genève                                                                            | Musée                     |
|         | Mantes, les bords de la Seine au pied du pont                   | 1842 vers                        | 54,2 × 81,9 cm                                      | Collection privée Vente 2011                                                                                   | Catalogue Sotheby's       |
|         | Marietta, dite L'Odalisque romaine                              | 1843                             | 29,3 × 44,2 cm Huile sur papier marouflé sur toile  | Musée du Petit Palais, Paris                                                                                   | Musée                     |
|         | Genzano                                                         | 1843                             | 35,9 × 57,2 cm huile sur toile                      | The Phillips Collection, Washington                                                                            | Musée                     |
|         | Vue de Genzano                                                  | 1843                             | 15,9 × 28,9 cm huile sur papier marouflé sur toile  | Metropolitan Museum of Art, New York                                                                           | Musée                     |
|         | Tivoli, les jardins de la Villa d'Este                          | 1843                             | 43 × 60 cm huile sur toile                          | Musée du Louvre, Paris                                                                                         | Base Joconde              |
|         | Tivoli, les cascatelles                                         | 1843                             | 26 × 41 cm huile sur toile                          | Musée du Louvre, Paris                                                                                         | Base Joconde              |
|         | L'Arc de Constantin et le Forum, Rome                           | 1843                             | 27 × 41,9 cm huile sur papier marouflé sur toile    | The Frick Collection, New York                                                                                 | Musée                     |
|         | Deux paysans italiens                                           | 1843, vers                       | 29,5 × 17,8 cm                                      | Walters Art Museum, Baltimore                                                                                  | Musée                     |
|         | Étude pour « La Destruction de Sodome »                         | 1843                             | 36 × 50 cm huile sur toile                          | Metropolitan Museum of Art, New York                                                                           | Musée                     |
|         | L'Incendie de Sodome (ancien titre : La Destruction de Sodome   | 1843 et 1857                     | 92,4 × 181,3 cm                                     | Metropolitan Museum of Art, New York                                                                           | Musée                     |
|         | Louis Robert, enfant                                            | 1843-1844                        | 27 × 22 cm huile sur toile                          | Musée du Louvre, Paris                                                                                         | Base Joconde              |
|         | Homère et les Bergers                                           | 1845                             | 80 × 130 cm                                         | Musée des Beaux-Arts de Saint-Lô                                                                               | Musées de Normandie       |
|         | Liseuse couronnée de fleurs ou la Muse de Virgile               | 1845                             | 47 × 134 cm                                         | Musée du Louvre, Paris                                                                                         | Base Joconde              |
|         | La Ferme Toutain à Honfleur                                     | 1845, vers                       | 44,4 × 63,8 cm huile sur toile                      | Artizon Museum, Tokyo                                                                                          | Musée                     |
|         | Le Baptême du Christ                                            | 1845-1847                        | 390 × 210 cm                                        | Église Saint-Nicolas-du-Chardonnet, Paris Chapelle des fonts baptismaux                                        | Base Palissy              |
|         | Jeune fille lisant                                              | 1845-1850                        | 42,5 × 32,5 cm                                      | Fondation et Collection Emil G. Bührle, Zurich                                                                 | Musée                     |
|         | Paysanne sur un chemin dans les environs de Genève              | 1845–1850                        | 23 × 35 cm huile sur toile                          | Collection privée Vente Sotheby's 2020                                                                         | Artnet                    |
|         | Forêt de Fontainebleau                                          | 1846                             | 128,8 × 90,2 cm                                     | Musée des beaux-arts de Boston                                                                                 | Musée                     |
|         | Trouville, bateaux de pêche échoués dans le chenal              | 1848-1875                        | 21 × 45 cm huile sur papier marouflé sur toile      | Musée d'Orsay, Paris                                                                                           | Musée                     |

## La maturité
| Tableau | Titre                                                                                            | Date                  | Dimensions                                        | Lieu d'exposition                                                                                       | Référence                              |
| ------- | ------------------------------------------------------------------------------------------------ | --------------------- | ------------------------------------------------- | --- | -------------------------------------- |
|         | L'Étang aux trois vaches et au Croissant de Lune                                                 | 1850                  | 35 × 53 cm                                        | Colection privée                                                                                        | Artnet                                 |
|         | Une Matinée, la danse des Nymphes                                                                | 1850                  | 48 × 77 cm                                        | Musée d'Orsay, Paris                                                                                    | Musée                                  |
|         | Une matinée, la danse des nymphes Réduction inversée avec variantes                              | 1850-1851 Salon       |                                                   | Collection particulière                                                                                 |                                        |
|         | Scène de rivière avec maisons et peupliers                                                       | 1850-1855             | 32,4 × 22,5 cm                                    | Musée d'art de San Diego                                                                                | [réf. nécessaire]                      |
|         | L’Église de Rolleboise près de Mantes                                                            | 1850-1855             | 23 × 32 cm huile sur papier marouflé sur toile    | Musée du Louvre, Paris                                                                                  | Musée                                  |
|         | Moine blanc, assis, lisant                                                                       | 1850-1855             | 55 × 45 cm huile sur toile                        | Musée du Louvre, Paris                                                                                  | Base joconde                           |
|         | Liseuse interrompant sa lecture                                                                  | 1850-1860             | 56 × 46 cm huile sur toile                        | Collection privée                                                                                       | Artnet                                 |
|         | Le Château de Pierrefonds                                                                        | 1850-1860             | 47 × 38 cm huile sur papier marouflé sur bois     | Musée des beaux-arts Pouchkine, Moscou                                                                  | Musée                                  |
|         | Le Vallon                                                                                        | 1850-1875             | 35 × 53 cm huile sur bois                         | Musée du Louvre, Paris                                                                                  | Musée                                  |
|         | Paysage                                                                                          | 1850-1875             | 32,4 × 22,5 cm                                    | Château du Wawel, Cracovie                                                                              | [réf. nécessaire]                      |
|         | Le Port de La Rochelle                                                                           | 1851                  | 50,5 × 71,8 cm huile sur toile                    | Yale University Art Gallery, New Heaven                                                                 | Musée                                  |
|         | La Rochelle, avant-port                                                                          | 1851                  | 19 × 37 cm huile sur toile                        | Ny Carlsberg Glyptotek, Copenhague                                                                      | Kunstindeks Danmark                    |
|         | La Rochelle, entrée du port                                                                      | 1851                  |                                                   | Collection Georges Renand                                                                               | [réf. nécessaire]                      |
|         | Saint Sébastien secouru par les Saintes Femmes                                                   | 1851-1873             | 257,81 × 168 cm                                   | Walters Art Museum, Baltimore                                                                           | Musée                                  |
|         | Arbres et Rochers à Fontainebleau                                                                | 1851-1875             | 23,5 × 33,5 cm                                    | Musée des beaux-arts d'Arras                                                                            | [réf. nécessaire]                      |
|         | Mère Marie-Héloïse des Dix Vertus                                                                | 1852                  | 36 × 23 cm huile sur bois                         | Musée du Louvre, Paris                                                                                  | Base Joconde                           |
|         | Médaillon                                                                                        | 1852                  |                                                   | Château de Gruyères                                                                                     | Château                                |
|         | Monsieur Pivot à cheval                                                                          | 1853 vers             | 39,2 × 30,3 cm huile sur toile                    | National Gallery, Londres                                                                               | Musée                                  |
|         | La Seine à Chatou                                                                                | 1855 vers             | 37 × 64 cm huile sur toile                        | Alte Nationalgalerie (Berlin)                                                                           | Musée                                  |
|         | Le Bain de Diane                                                                                 | 1855                  | 168 × 257 cm huile sur toile                      | Musée des Beaux-Arts de Bordeaux                                                                        | Musée                                  |
|         | Bretonne avec sa petite fille                                                                    | 1855                  | 28 × 39 cm                                        | Collection privée Vente 2000                                                                            | Catalogue Christie's                   |
|         | Saules au bord de l'eau                                                                          | 1855 vers             | 46 × 62 cm                                        | Musée d'Orsay, Paris                                                                                    | Musée                                  |
|         | Le vieux pont à Mantes                                                                           | 1855, vers            | 39 × 46 cm                                        | Musée national des Beaux-Arts (Cuba), La Havane                                                         | [réf. nécessaire]                      |
|         | L'Étang de Ville-d'Avray                                                                         | 1855, vers            | 42 × 75 cm                                        | Musée de Tessé, Le Mans                                                                                 | Base Joconde                           |
|         | Paysage du Morvan ou Campagne aux vastes horizons                                                | 1855, vers            | 17 × 40 cm                                        | Musée des beaux-arts de Strasbourg                                                                      | [réf. nécessaire] pour le lieu         |
|         | Matinée au bord d'un lac pendant de Coucher de soleil après l'orage                              | 1855                  | 107 × 93 cm huile sur toile                       | Collection privée Vente 2021 Ancienne collections Nicolas Fournier, Cyrot, Dubernet-Douine, Georges Lao | Catalogue Aguttes                      |
|         | La Charrette, souvenir de Marcoussis                                                             | 1855                  | 98 × 130 cm                                       | Musée d'Orsay, Paris                                                                                    | Musée                                  |
|         | Le repos des chevaux                                                                             | 1855, après           | 60 × 102 cm                                       | Musée des Beaux-Arts de Chartres                                                                        | Musée                                  |
|         | Portrait de l'acteur Bigour d'Arras en costume de Hamlet                                         | 1855-1856             | 38 × 24 cm                                        | Collection particulière Vente 2012                                                                      | Catalogue Koller                       |
|         | Hangar de pêche à Mothois près de Gournay-en-Bray                                                | 1855-1860             | 32 × 21 cm                                        | Localisation inconnue                                                                                   |                                        |
|         | Le Monastère derrière les arbres                                                                 | 1855-1860             | 40 × 55 cm                                        | Musée Soumaya, Mexico                                                                                   | [réf. nécessaire]                      |
|         | Paysage avec un garçon à chemise blanche                                                         | 1855-1860             | 17 × 52 cm                                        | Musée de l'Ermitage, Saint-Pétersbourg                                                                  | Trésors Retrouvés                      |
|         | Clairière du Bois Pierre, aux Évaux près de Château-Thierry                                      | 1855-1865             | 33 × 24 cm                                        | Localisation inconnue                                                                                   | [réf. nécessaire]                      |
|         | Tour au bord de l’eau                                                                            | 1855-1865             | 30 × 23,5 cm                                      | Musée d'Orsay, Paris                                                                                    | Musée                                  |
|         | Le Chemin de Sèvres. Vue de Paris                                                                | 1855-1865             | 34 × 49 cm                                        | Musée du Louvre, Paris volé en 1998                                                                     | Article Le Parisien                    |
|         | Moulins à vent jumeaux sur la butte de Picardie                                                  | 1855-1865             | 19 × 30 cm huile sur papier marouflé sur toile    | Musée du Louvre, Paris                                                                                  | Base Joconde                           |
|         | Paysage, La Ferté-Milon                                                                          | 1855-1865             | 23,7 × 39,3 cm huile sur toile                    | Musée d'art Ohara, Kurashiki                                                                            | Musée                                  |
|         | Le Concert champêtre                                                                             | 1857                  | 98 × 130 cm huile sur toile                       | Musée Condé, Chantilly                                                                                  | Base Joconde                           |
|         | Les Saules de Marissel                                                                           | 1857                  | 55 × 39,7                                         | Walters Art Museum, Baltimore                                                                           | Musée                                  |
|         | Une nymphe jouant avec un Amour                                                                  | 1857 vers             | 76 × 56,9 cm huile sur toile                      | Musée d'Orsay, Paris                                                                                    | Musée                                  |
|         | Nymphe couchée à la campagne                                                                     | 1857-1859             | 49 × 75 cm huile sur toile                        | Musée d'art et d'histoire de Genève                                                                     | Musée                                  |
|         | Prairie et marais de Corsept au mois d’août à l’embouchure de la Loire avec Charles Le Roux      | 1859                  | 113 × 189 cm huile sur toile                      | Musée d'Orsay, Paris                                                                                    | Musée                                  |
|         | Aiserey, Côte-d'Or                                                                               | 1858, vers            | 46 × 62 cm                                        | Musée d'art de Cincinnati                                                                               | Musée                                  |
|         | Dante et Virgile ; paysage                                                                       | 1858-1859             | 260,4 × 170,5 cm huile sur toile                  | Museum of Fine Arts, Boston                                                                             | Musée                                  |
|         | Macbeth et les sorcières                                                                         | 1858-1859             | 111 × 135,7 cm huile sur toile                    | Collection Wallace, Londres                                                                             | Musée                                  |
|         | Idylle dit aussi Fête antique ou Cache-cache                                                     | 1859                  | 162,5 × 130 cm                                    | Palais des Beaux-Arts de Lille                                                                          | Musée                                  |
|         | Bacchante avec une Panthère                                                                      | 1860                  | 54,6 × 95,3 cm Huile sur toile                    | Shelburne Museum, Shelburne                                                                             | Beaux-Arts Magazine                    |
|         | Le Pâtre aux deux chèvres dit aussi Effet du matin                                               | 1860, vers            | 66 × 55 cm                                        | Palais des Beaux-Arts de Lille                                                                          | Base Joconde                           |
|         | La Poésie                                                                                        | 1860, vers            | 55 × 46 cm                                        | Wallraf-Richartz Museum, Cologne                                                                        | Web gallery                            |
|         | Jeune femme à la fontaine                                                                        | 1860 vers             | 65 × 42 cm                                        | Musée d'art et d'histoire de Genève                                                                     | Musée                                  |
|         | Paysage de forêt ou Crête boisée avec échappée sur la campagne                                   | 1860, vers            | 38,5 × 56 cm                                      | Kunsthalle de Brême                                                                                     | [réf. nécessaire] pour la localisation |
|         | L'Atelier de Corot (Jeune femme en robe rose, assise devant un chevalet et tenant une mandoline) | 1860, vers            | 64 × 48 cm                                        | Collection particulière Vente 1994                                                                      | Fiche Atlas catalogue Christie's       |
|         | L'Étang de Ville-d'Avray                                                                         | 1860-1863             | 47 × 68 cm huile sur toile                        | Musée des beaux-arts de Strasbourg                                                                      | Musée                                  |
|         | Les Deux Sœurs dans la prairie                                                                   | 1860-1865             | 33 × 46 cm huile sur toile                        | Collection particulière Vente 2012                                                                      | Catalogue Sotheby's                    |
|         | Mantes, la Cathédrale et la Ville vues à travers les arbres, le soir                             | 1860-1865             | 43 × 56 cm                                        | Musée des Beaux-Arts de Reims                                                                           | Musée                                  |
|         | Femme à la Mandoline                                                                             | 1860-1865             | 51,4 × 40,3 cm huile sur toile                    | Musée d'art de Saint-Louis                                                                              | Musée                                  |
|         | Jeune fille à sa toilette                                                                        | 1860-1865             | 34 × 24 cm huile sur carton                       | Musée du Louvre, Paris                                                                                  | Base Joconde                           |
|         | Rêverie ou Bohémienne rêveuse ou La rêveuse au livre                                             | 1860-1865             | 49,8 × 36,5 cm huile sur bois                     | Metropolitan Museum of Art, New York                                                                    | Musée                                  |
|         | Jeune femme à la robe rose                                                                       | 1860-1865             | 46 × 32 cm huile sur bois                         | Musée d'Orsay, Paris                                                                                    | Musée                                  |
|         | Le Passage de la rivière                                                                         | 1860-1867             | 37,8 x 60 cm huile sur toile                      | Musée des Beaux-Arts de Reims                                                                           | musée numérique                        |
|         | Paysage boisé en vue d'un village                                                                | 1860-1870             | 45 × 61 cm huile sur toile                        | Musée national des beaux-arts d'Argentine, Buenos Aires                                                 | Musée                                  |
|         | Le Lac                                                                                           | 1861                  | 61 × 51 cm huile sur toile                        | The Frick Collection, New York                                                                          | Musée                                  |
|         | Paysage avec paysanne                                                                            | 1861                  | 26 × 42 cm                                        | Musée d'Art de São Paulo                                                                                | Musée                                  |
|         | Le Batelier amarré, souvenir d'un lac italien                                                    | 1861                  | 50 × 80 cm                                        | Corcoran Gallery of Art, Washington, D.C.                                                               | Beaux-Arts Grand Palais                |
|         | Orphée ramenant Eurydice des enfers                                                              | 1861                  | 113 × 137 cm huile sur toile                      | Musée des beaux-arts de Houston                                                                         | Musée                                  |
|         | Orphée pleure la mort d'Eurydice                                                                 | 1861-1865             | 41,9 × 61 cm huile sur toile                      | Kimbell Art Museum, Fort Worth                                                                          | Musée                                  |
|         | Paysage de Bretagne                                                                              | vers 1860-1865        | 35 × 25 cm huile sur toile                        | musée des beaux-arts de Quimper                                                                         | Musée                                  |
|         | Bohémienne avec tambourin                                                                        | 1862                  | 59 × 38 cm huile sur toile                        | Musée Botero, Bogotá                                                                                    | Banque de la République                |
|         | Paysage en Saintonge                                                                             | 1862                  |                                                   | La Boverie, Liège                                                                                       | Musées de Liège                        |
|         | Portrait de Fernand Corot                                                                        | 1863                  |                                                   | Collection particulière                                                                                 | [réf. nécessaire]                      |
|         | Souvenir de Mortefontaine                                                                        | 1864 vers             | 65 × 89 cm huile sur toile                        | Musée du Louvre, Paris                                                                                  | Base Joconde                           |
|         | Pré devant le Village                                                                            | 1865                  |                                                   | Musée des beaux-arts de Lyon                                                                            | [réf. nécessaire]                      |
|         | Italienne assise jouant de la mandoline                                                          | 1865-1870             | 61 × 50 cm huile sur toile                        | Musée Oskar Reinhart « Am Römerholz »                                                                   | Musée                                  |
|         | La Muse : L'Histoire                                                                             | 1865 vers             | 46 × 35 cm huile sur toile                        | Metropolitan Museum of Art, New York                                                                    | Musée                                  |
|         | Bacchante dans un paysage                                                                        | 1865                  | 39 × 59 cm huile sur bois                         | Metropolitan Museum of Art, New York                                                                    | Musée                                  |
|         | Jeune femme en forêt                                                                             | 1865                  | 38,9 × 54,7 cm huile sur panneau                  | Artizon Museum, Tokyo                                                                                   | Musée                                  |
|         | Rivière avec une tour dans le lointain                                                           | 1865                  | 54,6 × 78,4 cm huile sur toile                    | Metropolitan Museum of Art, New York                                                                    | Musée                                  |
|         | Ville-d'Avray                                                                                    | 1865                  | 49,3 × 65,5 cm huile sur toile                    | National Gallery of Art, Washington                                                                     | Musée                                  |
|         | Mantes (le matin) dit aussi Cathédrale de Mantes                                                 | 1865, vers            | 52 × 32 cm                                        | Musée des beaux-arts de Reims                                                                           | Musée                                  |
|         | Le Passeur                                                                                       | 1865, vers            | 66 × 49 cm                                        | Metropolitan Museum of Art, New York                                                                    | Musée                                  |
|         | Le Batelier parmi les roseaux                                                                    | 1865, vers            | 60 × 81 cm huile sur toile                        | Metropolitan Museum of Art, New York                                                                    | Musée                                  |
|         | La Lettre                                                                                        | 1865, vers            | 54,6 × 36,2 cm huile sur bois                     | Metropolitan Museum of Art, New-York                                                                    | Musée                                  |
|         | L'Atelier de Corot Jeune femme au corsage rouge                                                  | 1865, vers            | 56 × 46 cm                                        | Musée d'Orsay, Paris                                                                                    | Musée                                  |
|         | Lisière de Forêt au Crépuscule                                                                   | 1865 vers             |                                                   | La Boverie, Liège                                                                                       | Musées de Liège                        |
|         | L'Atelier de l'artiste : Jeune femme assise devant un chevalet                                   | 1865-1868             | 63 × 42 cm huile sur toile                        | Musée du Louvre, Paris                                                                                  | Base Joconde                           |
|         | Le Repos sous les saules                                                                         | 1865-1870             | 43,5 × 60,5 cm huile sur toile                    | Musée des Ursulines de Mâcon                                                                            | Musée d'Orsay                          |
|         | Souvenir du Lac d'Albano                                                                         | 1865-1870             | 54,4 x 73,3 cm huile sur toile                    | Musée des Beaux-Arts de Reims                                                                           | musée numérique                        |
|         | La Danse italienne                                                                               | 1865-1870             | 66,5 x 47,7 cm Huile sur toile                    | Musée des Beaux-Arts de Reims                                                                           | musée numérique                        |
|         | Le Coup de Vent                                                                                  | 1865-1870             | 47 × 59 cm huile sur toile                        | Musée des beaux-arts de Reims                                                                           | musée numérique                        |
|         | Les deux sœurs sous les arbres au bord du lac                                                    | 1865-1870             | 67,4 x 47,6 cm huile surtoile                     | Musée des Beaux-Arts de Reims                                                                           | musée numérique                        |
|         | Le Batelier de Mortefontaine                                                                     | 1865-1870             | 61 × 89,9 cm huile sur toile                      | The Frick Collection, New York                                                                          | Musée                                  |
|         | Étang à Ville-d'Avray                                                                            | 1865-1870             | 87 × 127 cm huile sur tissu                       | Cleveland Museum of Art                                                                                 | Musée                                  |
|         | Un endroit idyllique à Ville-d'Avray - Un pêcheur au bord de l'étang                             | 1865-1870             | 56 × 72 cm huile sur toile                        | Worcester Art Museum                                                                                    | Musée                                  |
|         | Paysage avec pont                                                                                | 1865-1870             | 27,8 × 43,4 cm                                    | Walters Art Museum, Baltimore                                                                           | Musée                                  |
|         | Le Repos                                                                                         | 1860 puis 1865-1870   | 84 × 127 cm huile sur toile                       | Corcoran Gallery of Art, Washington                                                                     | Musée                                  |
|         | La Liseuse sur la rive boisée                                                                    | 1865-1870             | 56 × 46 huile sur toile                           | Musée des beaux-arts de Reims                                                                           | Musée                                  |
|         | Souvenir de Castelgandolfo                                                                       | 1865 vers             | 65 × 81 cm huile sur toile                        | Musée du Louvre, Paris                                                                                  | Base Joconde                           |
|         | Jeune fille assise, un livre à la main                                                           | 1865-1870             | 65 × 42 cm                                        | Musée d'Art moderne André Malraux, Le Havre                                                             | [réf. nécessaire]                      |
|         | Bacchante dans un paysage                                                                        | 1865-1870             | 30,8 × 64,5 cm                                    | Metropolitan Museum of Art, New York                                                                    | Musée                                  |
|         | Zingara au tambour de basque                                                                     | 1865-1870             | 54 × 38 cm huile sur toile                        | Musée du Louvre, Paris                                                                                  | Base Joconde                           |
|         | Jeune fille grecque à la fontaine                                                                | 1865-1870             | 55 × 39 cm huile sur toile                        | Musée du Louvre, Paris                                                                                  | Base Joconde                           |
|         | Charrette de foin longeant une rivière                                                           | 1865-1870             | 40,6 × 61,3 cm                                    | Worcester Art Museum                                                                                    | Musée                                  |
|         | Cour d'une maison de paysans aux environs de Paris                                               | 1865-1870             | 46 × 56 cm                                        | Musée d'Orsay, Paris                                                                                    | Musée                                  |
|         | L'Étang à l'arbre couché                                                                         | 1865-1870             | 43 × 65 cm huile sur toile                        | Musée des beaux-arts de Reims                                                                           | Musée                                  |
|         | Le Soir. Tour lointaine                                                                          | 1865-1870             | 107 × 115 cm huile sur toile                      | Musée d'Orsay, Paris                                                                                    | Musée                                  |
|         | Étang dans un bois                                                                               | 1865-1870             | 61 × 51 cm huile sur toile                        | Musée de l'Ermitage, Saint-Petersbourg                                                                  | Musée                                  |
|         | L'Étang de Ville-d'Avray                                                                         | 1865-1870             | 40 × 61,5 cm                                      | Musée national des beaux-arts d'Argentine, Buenos Aires                                                 | Musée                                  |
|         | Charrette à foin ou Charette traversant le gué                                                   | 1865-1870             | 32 × 45 cm huile sur toile                        | Musée des beaux-arts Pouchkine, Moscou                                                                  | Musée                                  |
|         | Civita Castellana                                                                                | 1860 (fin des années) | 23 × 35 cm huile sur papier                       | The Phillips Collection, Washington                                                                     | Musée                                  |
|         | L'Algérienne                                                                                     | 1865-1875             | 79 × 60 cm huile sur toile                        | Collection Gustav Rau                                                                                   | Beaux-Arts HS                          |
|         | Agostina                                                                                         | 1866                  | 132 × 98 cm huile sur toile                       | National Gallery of Art, Washington                                                                     | Musée                                  |
|         | Les Chevriers des îles Borromées, dit aussi Les Chevriers de Castel Gandolfo                     | 1866                  | 59 × 78 cm huile sur toile                        | Musée des beaux-arts de Caen                                                                            | Base Joconde                           |
|         | L’Église de Marissel, près de Beauvais                                                           | 1866                  | 55 × 42 cm                                        | Musée du Louvre, Paris                                                                                  | Base Joconde                           |
|         | Paysage                                                                                          | 1868                  | 55 × 46 cm huile sur toile                        | Collection particulière Vente 2016                                                                      | Catalogue Artprecium                   |
|         | Le Torrent pierreux (Crépuscule)                                                                 | 1868                  | 50 × 61 cm huile sur toile                        | Collection privée Vente Sotheby's 2016                                                                  | Catalogue Sotheby's                    |
|         | Jeune fille lisant dans l'atelier                                                                | 1868, vers            | 32,5 × 41,3 cm huile sur papier marouflé sur bois | National Gallery of Art, Washington                                                                     | Musée                                  |
|         | Don Quichotte                                                                                    | 1865-1868             | 190 × 138 cm                                      | Musée d'art de Cincinnati                                                                               | Musée                                  |
|         | L'Atelier de l'artiste : Femme assise devant un chevalet, une mandoline à la main                | 1868, vers            | 61,8 × 40 cm huile sur bois                       | National Gallery of Art, Washington                                                                     | Musée                                  |
|         | Jeunes filles de Sparte                                                                          | 1868-1870             | 42,5 × 74,8 cm                                    | Brooklyn Museum, New York                                                                               | Musée                                  |
|         | Le Pont de Mantes                                                                                | 1868-1870             | 38 × 55 cm huile sur toile                        | Musée du Louvre, Paris                                                                                  | Base Joconde                           |
|         | Velléda                                                                                          | 1868-1870             | 83 × 55 cm huile sur toile                        | Musée du Louvre, Paris                                                                                  | Base Joconde                           |
|         | Eurydice blessée                                                                                 | 1868-1870             | 55,9 × 41,3 cm huile sur toile                    | Institut d'art de Chicago                                                                               | Musée                                  |
|         | La Jeune Grecque                                                                                 | 1868-1870             | huile sur toile                                   | Shelburne Museum, Shelburne                                                                             | Catalogue d'Exposition                 |
|         | Le Pont de Mantes                                                                                | 1868-1870             | 46 × 60 cm huile sur toile                        | Musée Calouste-Gulbenkian, Lisbonne                                                                     | Musée                                  |
|         | La Femme à la perle                                                                              | 1869 vers             | 70 × 55 cm huile sur toile                        | Musée du Louvre, Paris                                                                                  | Base Joconde                           |
|         | Le Lac ; effet de nuit                                                                           | 1869 vers             | 56 × 82 cm                                        | Musée des Beaux-Arts de Reims                                                                           | Musée                                  |
|         | Femme lisant                                                                                     | 1869-1870             | 54,3 × 37,5 cm huile sur toile                    | Metropolitan Museum of Art, New York                                                                    | Musée                                  |
|         | Le Bain de Diane (La Fontaine)                                                                   | 1869-1870             | 72,1 × 41 cm huile sur toile                      | Musée Thyssen-Bornemisza, Madrid                                                                        | Musée                                  |
|         | La Clairière, souvenir de Ville-d'Avray                                                          | 1869-1872             | 99 × 135 cm huile sur toile                       | Musée des Beaux-Arts de Nice en dépôt du Musée d'Orsay                                                  | photo musée d'Orsay                    |
|         | Nymphes et Faunes                                                                                | 1870, avant           | 54 × 80 cm huile sur toile                        | Musée d'Art de Birmingham                                                                               | Musée                                  |
|         | L'Atelier de Corot : jeune femme en robe de velours noir assise un livre à la main               | 1870                  | 63 × 48 cm                                        | Musée des beaux-arts de Lyon                                                                            | [réf. nécessaire]                      |
|         | Portrait de femme                                                                                | 1870                  | 41,3 × 33 cm huile sur toile                      | The Phillips Collection, Washington                                                                     | Musée                                  |
|         | Ville-d'Avray                                                                                    | 1870                  | 54,9 × 80 cm huile sur toile                      | Metropolitan Museum of Art, New York                                                                    | Musée                                  |
|         | La Lecture interrompue                                                                           | 1870, vers            | 92,5 × 65,1 cm huile sur toile marouflé sur bois  | Institut d'art de Chicago                                                                               | Musée                                  |
|         | Juive d'Alger (L'Italienne)                                                                      | 1870, vers            | 45 × 37 cm                                        | Collection particulière Vente 2007                                                                      | Catalogue Sotheby's                    |
|         | Femme avec des marguerites                                                                       | 1870, vers            | 78 × 58 cm huile sur toile                        | Galerie nationale hongroise                                                                             | Musée                                  |
|         | Jeune bohémienne à la mandoline                                                                  | 1870, vers            | 63,5 × 50,8 cm huile sur toile                    | National Gallery of Art, Washington                                                                     | Musée                                  |
|         | Sibylle                                                                                          | 1870, vers            | 81,9 × 64,8 cm huile sur toile                    | Metropolitan Museum of Art, New York                                                                    | Musée                                  |
|         | Derniers rayons du soleil derrière la tour                                                       | 1870, vers            | 30 × 23 cm huile sur toile                        | Musée national des beaux-arts d'Argentine, Buenos Aires                                                 | Musée                                  |
|         | L'Italienne ou Femme au manchon jaune                                                            | 1870, vers            | 73 × 59 cm huile sur toile                        | National Gallery, Londres                                                                               | Musée                                  |
|         | Homme en armure dit aussi L'homme d'armes assis                                                  | 1870, vers            | 73 × 59 cm                                        | Musée d'Orsay, Paris                                                                                    | Base Joconde                           |
|         | Fraîcheur du matin                                                                               | 1870-1871             | 30 × 30 cm                                        | Musée des beaux-arts de Strasbourg                                                                      | [réf. nécessaire]                      |
|         | Haydée. Jeune femme en costume grec                                                              | 1870-1872             | 60 × 44 cm huile sur toile                        | Musée du Louvre, Paris                                                                                  | Base Joconde                           |
|         | Souvenir de la plage de Naples                                                                   | 1870-1872             | 175 × 84 cm huile sur toile                       | Musée national de l'art occidental, Tokyo                                                               | Musée                                  |
|         | Le Printemps de la vie                                                                           | 1871                  | 106 × 75 cm                                       | Minneapolis Institute of Arts                                                                           | Musée                                  |
|         | Le Chêne dans la vallée                                                                          | 1871                  | 39,8 × 52,8 cm huile sur toile                    | National Gallery, Londres                                                                               | Musée                                  |
|         | Le Beffroi de Douai                                                                              | 1871                  | 46 × 38 cm huile sur toile                        | Musée du Louvre, Paris                                                                                  | Base Joconde                           |
|         | Le Vallon                                                                                        | 1871                  | 55 × 47 cm huile sur toile                        | Musée Botero, Bogota                                                                                    | Banque de la République                |
|         | La Levée des filets                                                                              | 1871                  | 66 × 82 cm huile sur toile                        | Musée d'Orsay, Paris                                                                                    | Musée                                  |
|         | L'Étang de Ville-d'Avray vu à travers les feuillages                                             | 1871                  | 43 × 55 cm huile sur toile                        | Musée Marmottan Monet, Paris                                                                            | Beaux-Arts Marmottan                   |
|         | Les Contrebandiers                                                                               | 1871-1872             | 85 × 100 cm                                       | Collection privée Vente 2005                                                                            | Mutualart                              |
|         | Algérienne                                                                                       | 1871-1873             | 41 × 60 cm                                        | Rijksmuseum, Amsterdam                                                                                  | Musée                                  |
|         | La Plage, Étretat                                                                                | 1872                  | 35,6 × 38 cm                                      | Musée d'art de Saint-Louis                                                                              | Université du Missouri                 |
|         | Le Joueur de flûte du lac d'Albano                                                               | 1872                  | 81 × 65 cm                                        | Collection privée                                                                                       | Artnet                                 |
|         | Une Route près d'Arras ; Les Chaumières                                                          | 1853-1858             | 36 × 46 cm huile sur toile                        | Musée des beaux-arts d'Arras                                                                            | Musenor                                |
|         | Jeune femme albanaise                                                                            | 1872                  | 74,1 × 65,6 cm                                    | Brooklyn Museum, New York                                                                               | Musée                                  |
|         | Souvenir de Coubron                                                                              | 1872                  | 46 × 56 cm huile sur toile                        | Musée des beaux-arts de Budapest                                                                        | Google Arts                            |
|         | Le Tournant de la Seine à Port-Marly                                                             | 1872                  | 81 × 132 cm                                       | Musée d'art de Cincinnati                                                                               | Musée                                  |
|         | La Maison blanche de Sèvres                                                                      | 1872                  | 72,4 × 60,6 cm                                    | Musée d'art de Cincinnati                                                                               | Musée                                  |
|         | Bacchanale de printemps : Souvenir de Marly-le-Roi                                               | 1872                  | 82,2 × 66,3 cm                                    | Musée des beaux-arts de Boston                                                                          | Musée                                  |
|         | Les Bohémiens                                                                                    | 1872                  | 55,2 × 80 cm huile sur toile                      | Metropolitan Museum of Art, New York                                                                    | Musée                                  |
|         | Paysage                                                                                          | 1872, vers            | 38 × 56,5 cm                                      | Rijksmuseum, Amsterdam                                                                                  | Musée                                  |
|         | L’Étang de Ville-d'Avray                                                                         | 1872-1873             | 43 × 80 cm                                        | Musée des beaux-arts de Rouen                                                                           | Base Joconde                           |
|         | Les Tailleurs de pierre                                                                          | 1872-1874             | 82,6 × 101,6 cm                                   | Kimbell Art Museum, Fort Worth                                                                          | Musée                                  |
|         | Les Tanneries de Mantes                                                                          | 1873                  | 61 × 43 cm huile sur toile                        | Musée du Louvre, Paris                                                                                  | Base Joconde                           |
|         | Smyrne, Bournabat                                                                                | 1873                  | 15 × 21 cm.                                       | Collection particulière Vente 1992                                                                      | Artnet                                 |
|         | Pastorale — Souvenir d’Italie                                                                    | 1873                  | 224 × 195 cm huile sur toile                      | Kelvingrove Art Gallery and Museum, Glasgow                                                             | Musée                                  |
|         | La Route de Sin-le-Noble, près de Douai                                                          | 1873                  | 60 × 80 cm huile sur toile                        | Musée du Louvre, Paris                                                                                  | Base Joconde                           |
|         | Paysage près de Ville-d'Avray                                                                    | 1873                  | 24 × 33 cm huile sur toile                        | Musée Boijmans Van Beuningen, Rotterdam                                                                 | Musée                                  |
|         | Dunkerque, vue du port de pêche                                                                  | 1873                  | 46 × 55 cm huile sur toile                        | Musée Oskar Reinhart « Am Römerholz »                                                                   | Musée                                  |
|         | Dunkerque, remparts et porte d'entrée du port                                                    | 1873                  | 25 × 33 cm huile sur toile                        | Musée d'Art moderne André Malraux, Le Havre                                                             | Base Joconde                           |
|         | Gisors, rivière bordée d'arbre                                                                   | 1873, vers            | 61,6 × 50,8 cm                                    | Musée Soumaya, Mexico                                                                                   | [réf. nécessaire]                      |
|         | Vue de l’Intérieur de la cathédrale de Sens                                                      | 1874                  | 61 × 40 cm huile sur toile                        | Musée du Louvre, Paris                                                                                  | Base Joconde                           |
|         | Le Moine au Violoncelle                                                                          | 1874                  | 72,5 × 51 cm                                      | Kunsthalle de Hambourg                                                                                  | Musée                                  |
|         | La Dame en bleu                                                                                  | 1874                  | 80 × 50,5 cm huile sur toile                      | Musée du Louvre, Paris                                                                                  | Base Joconde                           |
|         | Gitane à la mandoline                                                                            | 1874                  | 80 × 57 cm                                        | Musée d'Art de São Paulo                                                                                | Musée                                  |
|         | Roses dans un verre                                                                              | 1874                  | 32,5 × 24,5 cm                                    | Musée d'Art de São Paulo                                                                                | Musée                                  |
|         | Le Moulin de Saint-Nicolas-lez-Arras                                                             | 1874                  | 66 × 82 cm huile sur toile                        | Musée d'Orsay, Paris                                                                                    | Musée                                  |
|         | Clair de lune sur les eaux                                                                       | 1874                  | 89 × 117 cm huile sur toile                       | Collection privée Vente 2004                                                                            | Catalogue Christie's                   |
|         | Biblis                                                                                           | 1875                  |                                                   | Localisation inconnue                                                                                   | Chronique de François Coppée           |
|         | Les Plaisirs du soir, inachevé                                                                   | 1875                  |                                                   | Localisation inconnue                                                                                   | Chronique de François Coppée           |
|         | Les Bûcherons, inachevé                                                                          | 1875                  |                                                   | Localisation inconnue                                                                                   | Chronique de François Coppée           |
|         | Paysage                                                                                          | date inconnue         | 36 × 48 cm                                        | Musée des Beaux-Arts de Carcassonne                                                                     | [réf. nécessaire]                      |
|         | Madeleine en prière                                                                              | date inconnue         | 48 × 54 cm                                        | Collection particulière Vente 2012                                                                      | Catalogue Sotheby's                    |
|         | Rouen, une vue panoramique de la Seine au premier plan                                           | date inconnue         | 18,5 × 44 cm huile sur panneau                    | Collection privée Vente 2012                                                                            | Catalogue Sotheby's                    |
|         | Ville-d'Avray (Paysage et figures)                                                               | date inconnue         | 38 × 46 cm huile sur toile                        | Musée national des beaux-arts d'Argentine, Buenos Aires                                                 | Musée                                  |
|         | Le Coup de vent                                                                                  | date inconnue         | 81 × 100 cm huile sur toile                       | Nationalmuseum, Stockholm                                                                               | Musée                                  |
|         | Coucher de soleil avec une Lionne                                                                | date inconnue         | 33 × 41 cm huile sur toile                        | Collection privée Vente 2011                                                                            | Catalogue Sotheby's                    |
|         | Ronde d'Amours: Lever du Soleil                                                                  | date inconnue         | huile sur toile                                   | Collection privée Vente 4 Nov. 2011                                                                     | MutualArt                              |
|         | Jeune femme assise (La Mélancolique)                                                             | date inconnue         |                                                   | Collection Bentinck-Thyssen 1987                                                                        | Catalogue                              |